# 큰고량강
큰고량강(학명: Alpinia galanga 알피니아 갈랑가[*])은 생강과의 여러해살이풀이다.

## 분포
동남아시아와 남아시아에 분포한다. 라오스, 말레이시아, 미얀마, 베트남, 싱가포르, 인도, 인도네시아, 중국, 캄보디아, 대만, 태국, 필리핀이 원산지이다.

## 쓰임새
태국 요리에서 땅속줄기를 향신채로 쓴다.

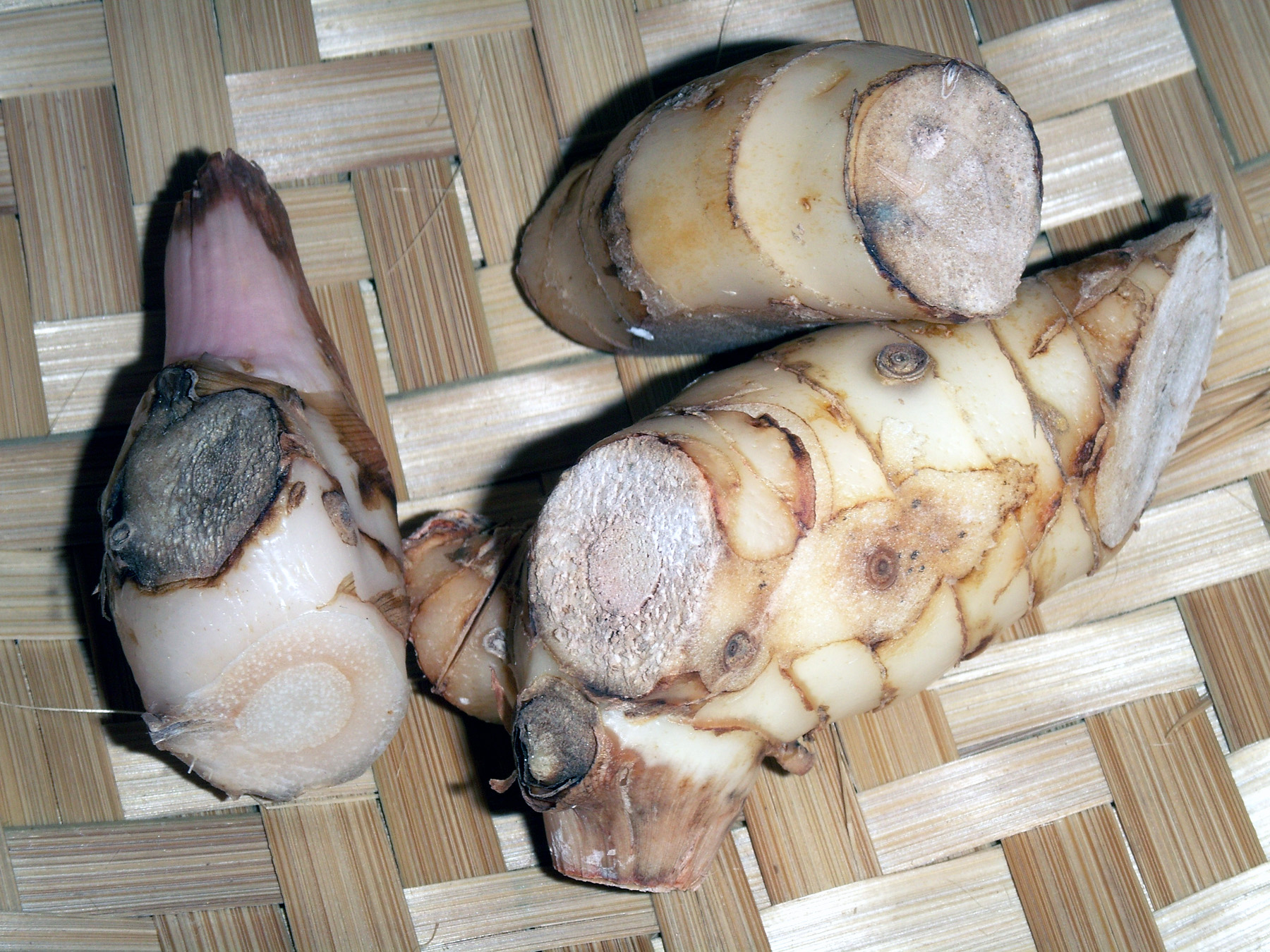
큰고량강 (땅속줄기)

## 같이 보기
- 고량강